# Rubus senticosus
Rubus senticosus — вид квіткових рослин з родини трояндових (Rosaceae). Ареал: Бельгія, Чехія, Німеччина, Нідерланди, Польща.